# (39794) 1997 SU24
(39794) 1997 SU24 est un astéroïde troyen de Jupiter de 19,594 km de diamètre découvert en 1997.

## Description
(39794) 1997 SU24 a été découvert le 30 septembre 1997 à l'observatoire de Kitt Peak, situé dans l'Arizona (États-Unis), par le projet Spacewatch de l’université de l'Arizona.

### Caractéristiques orbitales
L'orbite de cet astéroïde est caractérisée par un demi-grand axe de 5,16 ua, un périhélie de 5,01 ua, une excentricité de 0,03 et une inclinaison de 15,50° par rapport à l'écliptique. Du fait de ces caractéristiques, à savoir un demi-grand axe compris entre 4,6 et 5,5 ua et un périhélie inférieur à 0,3 ua, il est classé, selon la JPL Small-Body Database, astéroïde troyen de Jupiter du camp troyen. Il est situé au point de Lagrange L5 du système Soleil-Jupiter.

### Caractéristiques physiques
(39794) 1997 SU24 a une magnitude absolue (H) de 12,2 et un albédo estimé à 0,066, ce qui permet de calculer un diamètre de 19,594 km. Ces résultats ont été obtenus grâce aux observations du Wide-field Infrared Survey Explorer (WISE), un télescope spatial américain mis en orbite en 2009 et observant l'ensemble du ciel dans l'infrarouge, et publiés en 2011 dans un article présentant les résultats concernant 1 739 astéroïdes troyens de Jupiter et 349 candidats.